# رایان لی (هنرپیشه)
رایان لی (انگلیسی: Ryan Lee؛ زادهٔ ۴ اکتبر ۱۹۹۶) یک هنرپیشه اهل ایالات متحده آمریکا است. وی از سال ۲۰۰۶ میلادی تاکنون مشغول فعالیت بوده‌است.

## گزیده فیلمشناسی
از فیلم‌ها یا برنامه‌های تلویزیونی که وی در آن نقش داشته‌است می‌توان به آثار زیر اشاره کرد.
- فسقلی‌ها (۲۰۰۹)
- سوپر ۸ (فیلم ۲۰۱۱) (۲۰۱۱)
- این است ۴۰ (۲۰۱۲)
- پرنده زرد (فیلم) (۲۰۱۴)
- مورمور (فیلم) (۲۰۱۵)
- بریکینگ بد (۲۰۰۹)
- اجتماع (مجموعه تلویزیونی) (۲۰۱۲)
- بعد ۴۰۴ (۲۰۱۷)
- دیوید گتا (تیتانیم (ترانه)) (۲۰۱۱)